# 言語ゲーム
言語ゲーム（英語: language-game）とは、ルートヴィヒ・ウィトゲンシュタインが提唱した言語活動をゲームとして比喩したもので、特に側から見ると意味不明なやりとりとなっているものを言う。

## 概説
後期と呼ばれる時期の主著『哲学探究』において、言語活動をゲームとして捉え、言葉の意味を、外延（対象）や内包（共通性質）ではなく、特定のゲームにおける機能として理解すべきと主張した。なお、『哲学探究』はもともとは改めて『論理哲学論考』と一緒に公刊されることを意図されていた。
また、この言語ゲームそのものもすべてに共通する内包を持たず、親戚関係のように緩い連鎖によって一体化しているにすぎない（家族的類似）。
ウィトゲンシュタインは、この言語ゲームのアイディアにおいて、従来の哲学を言語ゲームから離れてしまって言葉の意味を考察する病とし、「ハエをハエ取り壺から出してやる」ように言葉をその本来の言語ゲームにおいて理解すべきことを論じた。